# Sant Feliu de Rocabruna
Sant Feliu de Rocabruna és una església romànica del municipi de Camprodon (Ripollès), concretament del poble de Rocabruna. És una obra inclosa en l'Inventari del Patrimoni Arquitectònic de Catalunya.

## Descripció
Església parroquial del poble de Rocabruna, dins l'antic terme municipal de Beget, situat al vessant sud de la muntanya de Montfalgars, a la capçalera de la riera de Beget. Temple romànic del segle xii, restaurat l'any 1929. Disposa d'una sola nau amb volta apuntada a l'interior i absis semicircular construït amb carreus ben escairats. Està adornat amb una cornisa sostinguda per mènsules damunt la qual hi ha una decoració de dents de serra. La finestra de l'absis, formada per tres arcs en degradació, és de doble biaix. Pel costat de migdia hi ha la porta i dues finestres, parcialment cegues, de doble esqueixada. El campanar originari era d'espadanya, damunt la qual s'aixecà l'actual, de torre amb teulat a quatre vessants. Adossada a la part nord hi ha l'escala que mena a les campanes.
La porta d'accés al temple que mira al sud, presenta un conjunt d'arcs en degradació, llinda i timpà llisos. S'hi accedeix per quatre graons. Cal destacar-hi la ferramenta original romànica, en la qual sobresurt un forrellat en forma de cap de dragó i decorat amb diferents motius geomètrics. En la façana sud, també hi ha dues finestres originàriament amb arc de mig punt i atrompetades. Actualment són parcialment cegues, en haver estat convertides en ull de bou. Cal destacar-hi la ferramenta original romànica, en la qual sobresurt un forrellat en forma de cap de dragó i decorat amb diferents motius geomètrics.
A pocs metres del campanar hi trobem el comunidor o relliquiari.

## Història
El temple de Rocabruna s'esmenta per primera vegada l'any 1097 en una donació feta per Arnau de Petrio a l'abat i al monestir de Sant Pere de Camprodon, de tots els drets i honors que tenia a Sant Cristòfor de Beget i a Sant Feliu de Rocabruna. Pel 1184 n'era rector Guerau de Fornells i se cita l'any 1279 amb el nom 
| « | "d'ecclesia parrochialis sancti Felicis de Rochabruna". | » |

 Va ser restaurada entre els anys 1469 i 1477 per Pere Des Bach, senyor de Rocabruna, i de nou l'any 1929.

## Galeria

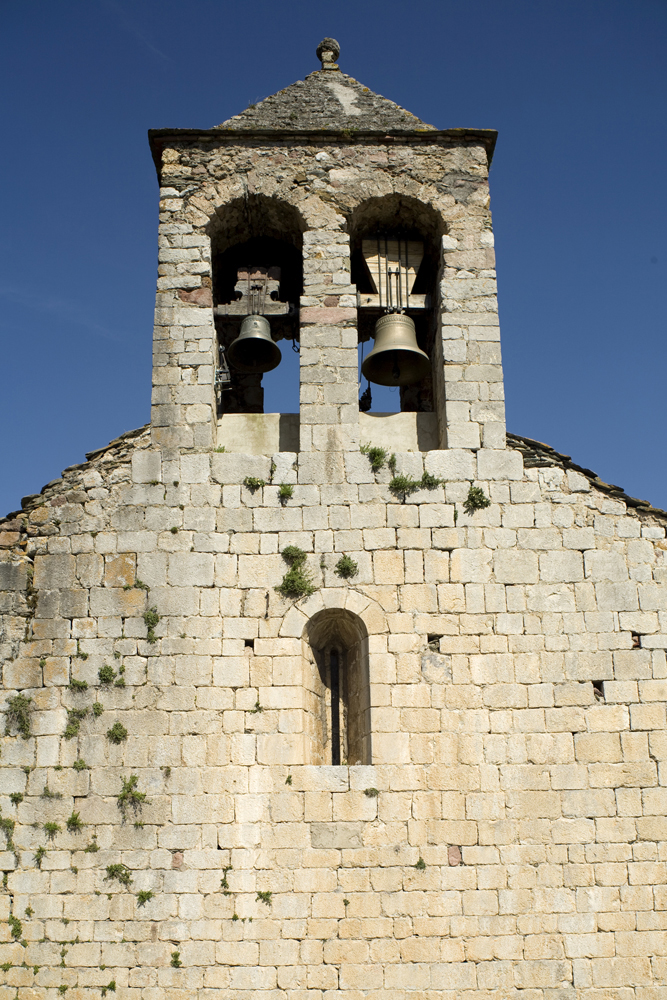
Vista de l'església
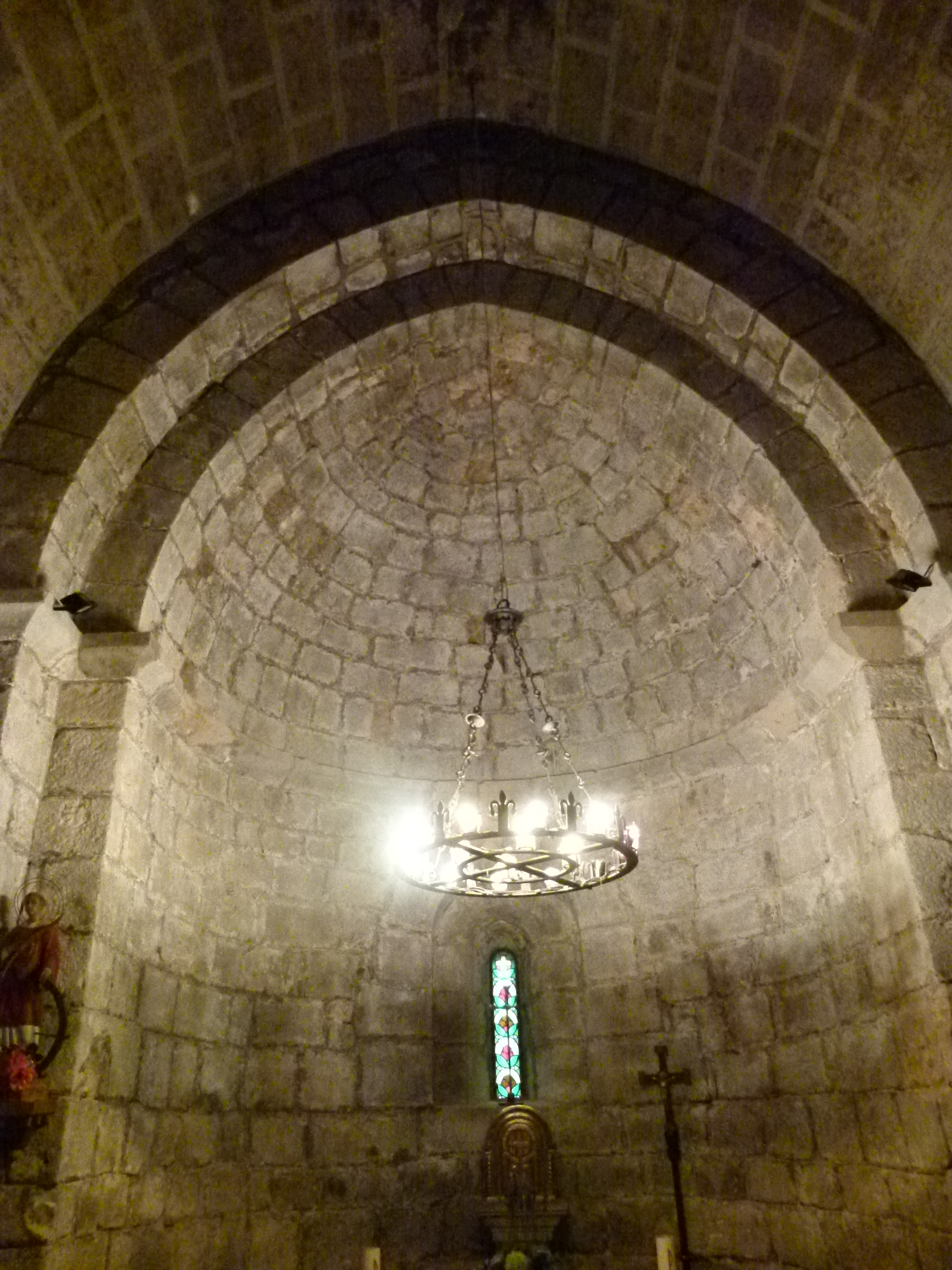
Interior de l'església
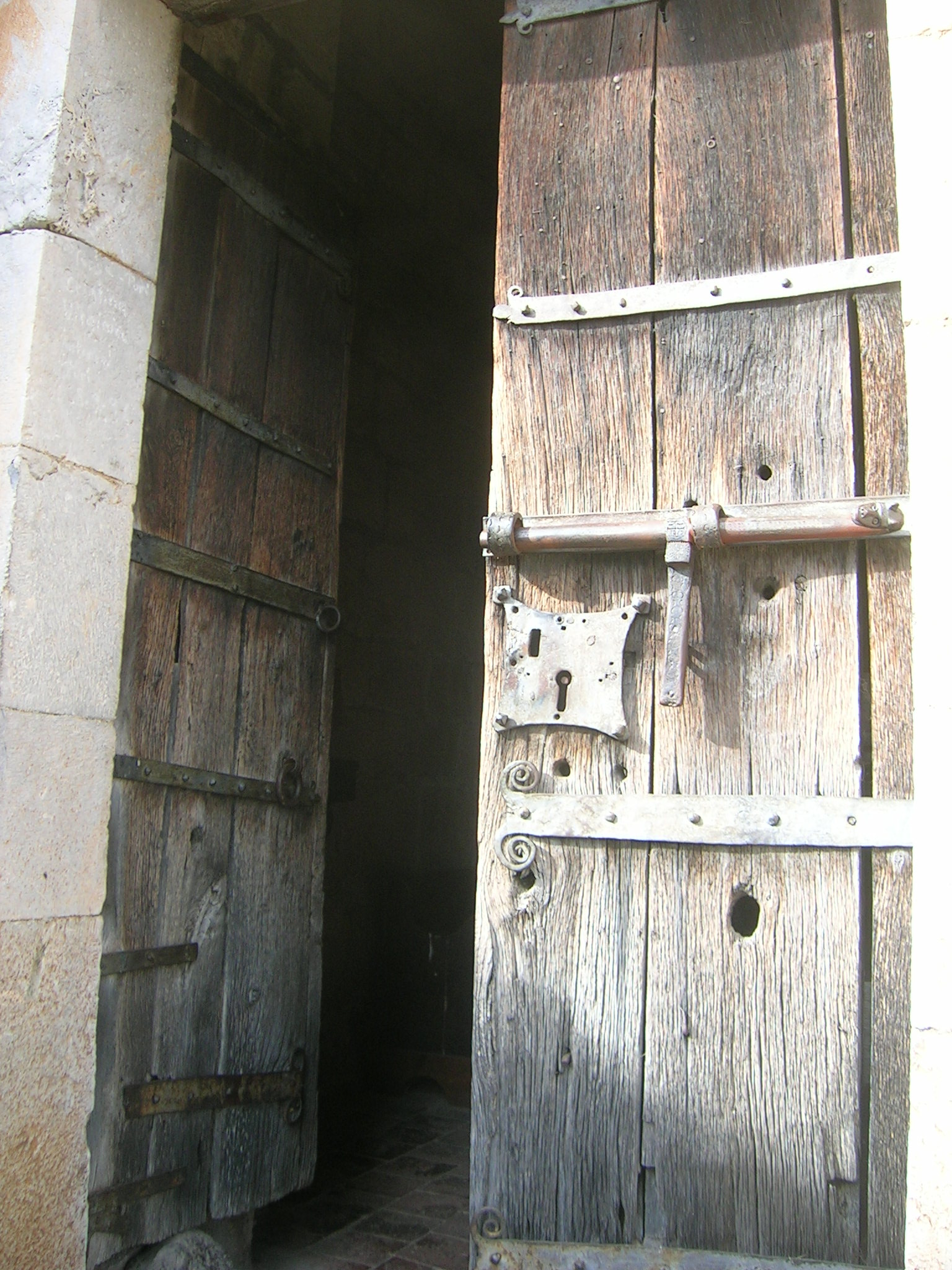
Porta d'accés a l'església
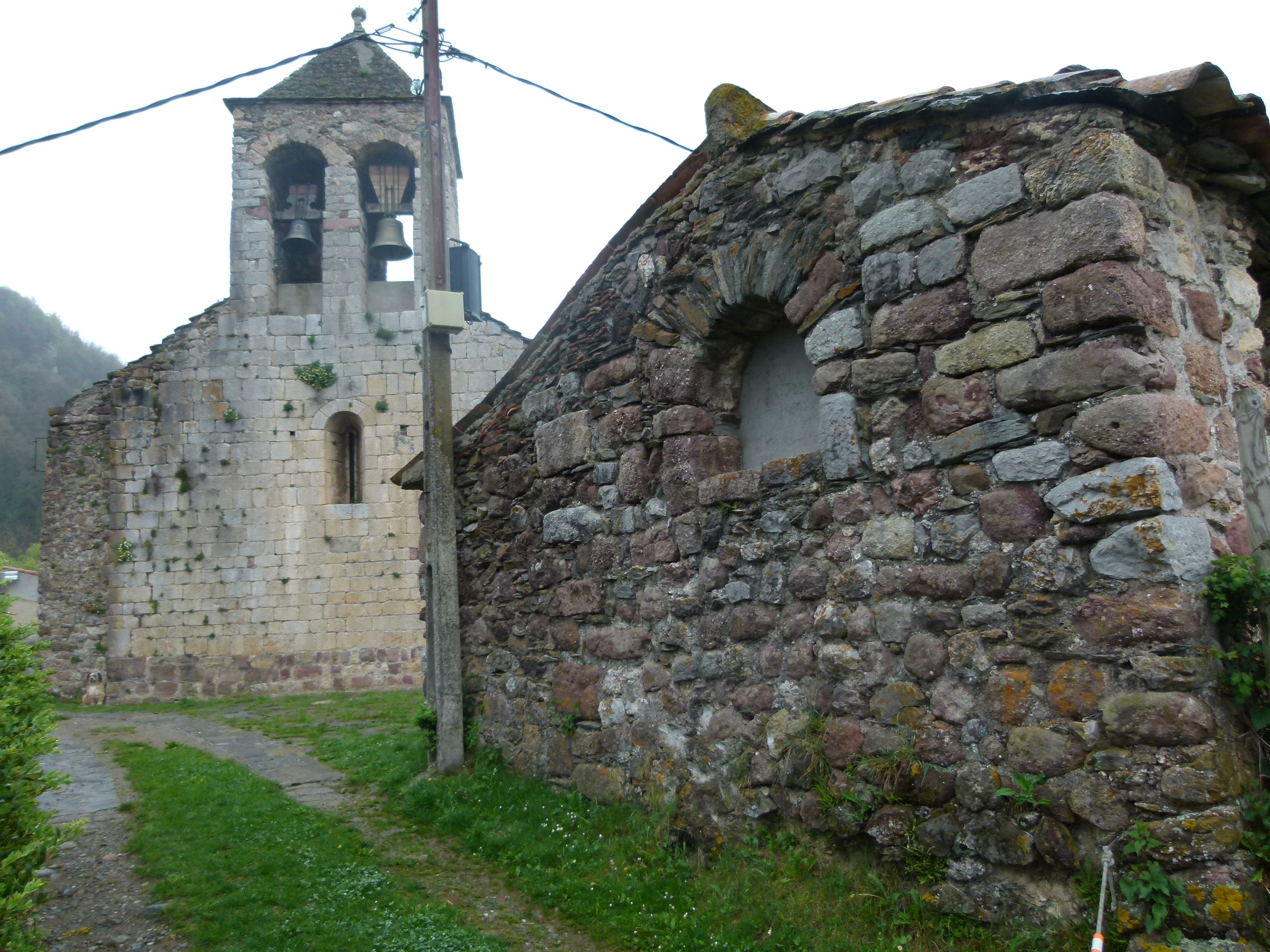
El relliquer o comunidor de Rocabruna, situat al costat de l'església